# Stegolepis grandis
Stegolepis grandis är en gräsväxtart som beskrevs av Bassett Maguire. Stegolepis grandis ingår i släktet Stegolepis och familjen Rapateaceae. Inga underarter finns listade i Catalogue of Life.